# Baghir Seyidzade
 (juin 2023).
Si vous disposez d'ouvrages ou d'articles de référence ou si vous connaissez des sites web de qualité traitant du thème abordé ici, merci de compléter l'article en donnant les références utiles à sa vérifiabilité et en les liant à la section « Notes et références ».
Baghir Seyidzade (en azéri : Bağır Mirqasım oğlu Seyidzadə ; né le 9 août 1912 à Erivan, Province du Caucase et mort le 24 mars 1968 à Bakou, est un homme d'État et personnage public azerbaïdjanais, diplomate, journaliste et traducteur, travailleur honoré de la culture de la RSS d'Azerbaidjan.

## Biographie
Bagir Seidzade est né le 9 août 1912 dans la ville d'Erivan. Son père Mirgasim Seyidzade était un marchand. En 1918, la famille quitte Erivan pour s'installer à Tiflis.
En 1925, Bagir Seyidzade part pour Bakou. Il commence à travailler à l'usine de Taghiyev, rebaptisée plus tard usine Lénine. Après avoir obtenu son diplôme de la faculté ouvrière en 1930, il travaille pendant plusieurs mois à la rédaction du journal Kəndli (villageois) en tant que correcteur. İl est diplômé de la Faculté de technologie pétrolière de l'Institut industriel d'Azerbaïdjan.
- En 1932-1940, il travaille dans le journal "Gendj Ichtchi" (Jeune travailleur) en tant que traducteur, rédacteur en chef adjoint et rédacteur en chef.
- En 1940-1944, il est secrétaire du Comité central du Komsomol de la RSS d'Azerbaïdjan[4].
- En 1944, il est envoyé en Iran, en qualité de diplomate. En 1944-1948, il travaille comme vice-consul et consul général à Tabriz.

De retour d'Iran à Bakou, il est nommé ministre de la Cinématographie de la RSS d'Azerbaïdjan. Au nom du gouvernement, il crée le Bureau de la presse et le dirige. Par la suite, le Bureau est fusionné avec le Ministère de la Culture de la RSS d'Azerbaïdjan et il est nommé vice-ministre de la Culture,.
Journaliste par vocation et traducteur des classiques de la littérature mondiale en azerbaïdjanais dès son plus jeune âge, il est l'auteur de traductions d'un certain nombre d'œuvres du cycle "La vie de personnes remarquables" en azerbaïdjanais.
Les dernières années de sa vie Baghir Seyidzade travaille comme directeur adjoint de l'Agence télégraphique d'Azerbaïdjan (AzerTAj) sous le Conseil des ministres de la RSS d'Azerbaïdjan.

## Décorations
- Ordre du Drapeau Rouge du Travail
- Ordre de l'Insigne d'Honneur
- Médailles.